# 후 엠 아이 (영화)
후 엠 아이(Who Am I - Kein System ist sicher, Who Am I - No System is Safe)는 독일에서 제작된 바란 보 오다르 감독의 2014년 스릴러, 드라마, 범죄 영화이다. 톰 쉴링 등이 주연으로 출연하였고 퀴린 버그 등이 제작에 참여하였다.

## 출연

### 주연
- 톰 쉴링
- 엘리아스 므바렉
- 보탄 빌케 모링
- 안톤 모놋 주니어
- 한나 헤르츠스프룽
- 스테판 캄프비스
- 트린 디어홈

## 제작진
- 미술: 실크 뷰어